# Lake Dalecarlia
Lake Dalecarlia est une census-designated place située dans le comté de Lake, dans l’État de l’Indiana, aux États-Unis. Sa population s’élevait à 1 355 habitants lors du recensement de 2010.

## Origine du nom
Dalecarlia est le mot qui désigne en anglais la province suédoise de Dalécarlie.

## Source
- (en) Cet article est partiellement ou en totalité issu de l’article de Wikipédia en anglais intitulé « Lake Dalecarlia, Indiana » (voir la liste des auteurs).